# Graça Aranha
Pour les articles homonymes, voir Graça et Aranha.
Graça Aranha est une municipalité brésilienne située dans l'État du Maranhão.